# 拉蒂希
49°50′7″N 25°18′31″E / 49.83528°N 25.30861°E

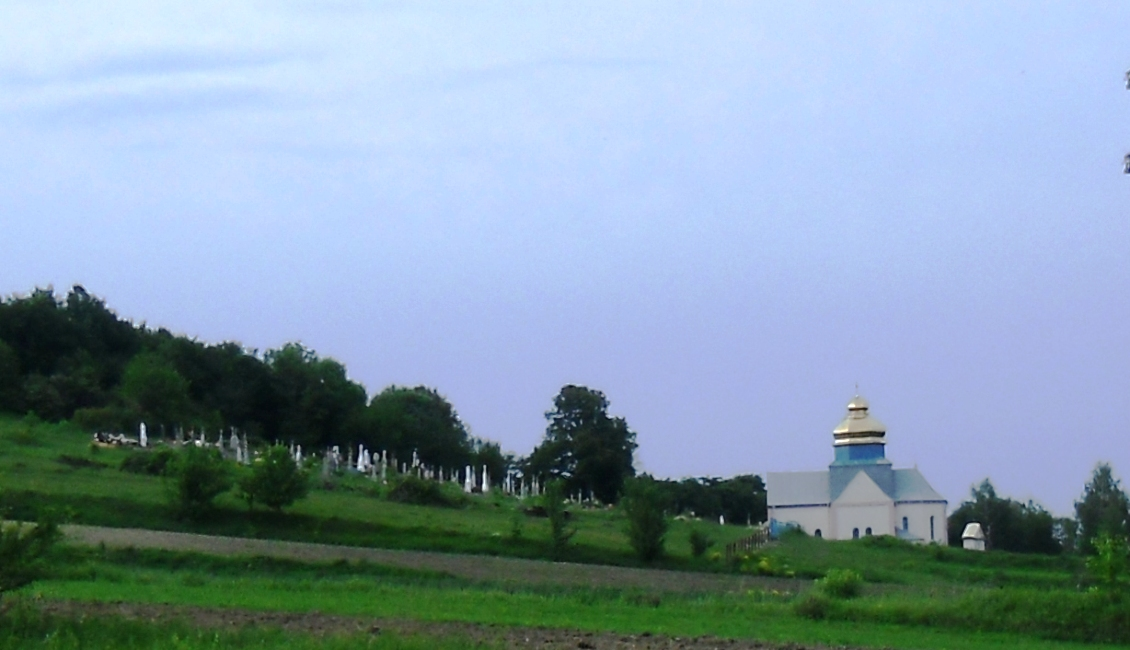

拉季希（羅馬化：Ratyshchi）是烏克蘭的村落，位於該國西部捷爾諾波爾州，由捷尔诺波尔区負責管轄，處於塞雷特河畔，面積0.87平方公里，海拔高度318米，2001年人口315。